# Kurt Wedekind
Kurt Wedekind (geb. vor 1928; gest. vor 1945) war ein deutscher Turner. Er starb im  Zweiten Weltkrieg. Wedekind gehörte zu den besten deutschen Turnern und zeitweise der Deutschlandriege an. Er turnte zunächst für den TV 1861 Forst und später für die Aeltere Casseler Turngemeinde (ACT) in Kassel.

## Leben
Wedekind war Teilnehmer bei Deutschen Meisterschaften in Essen und Berlin und  bei den Deutschen Turnfesten in Köln und Stuttgart.  Bei den Deutschen Turnmeisterschaften am 26. April 1931 in der Grugahalle in Essen wurde er Fünfter im Mehrkampf.
Bei den Brandenburgischen Meisterschaften in Cottbus am 6. März 1932 wurde er Meister vor Erich Bockenauer (TV Weißensee) und Schmickaly (Turnverein Georg Jung). Bei den Deutschen Turnmeisterschaften 1932 in Berlin wurde er Fünfter im Mehrkampf. 1932 trat er auch als einer der besten Turner Deutschlands beim „Schönheits-Werbeturnen“ im Altenburger Landestheater an.
Im Dezember 1933 turnte Wedekind mit der Deutschlandriege im heimatlichen Forst.
In den letzten Jahren vor dem Zweiten Weltkrieg war Kurt Wedekind der erfolgreichste Turner der ACT Kassel. 1928 errang er beim Deutschen Turnfest in Köln den 10. Platz im Zwölfkampf und erhielt von allen Turnern die höchste Punktzahl an den Geräten.
Bei Kreis- und Gaufesten war er oftmals Zwölfkampfsieger und bei Deutschen Turnfesten zählte er wiederholt zu den besten Geräteturnern. Außerdem wurde er Sieger beim Eidgenössischen Turnfest in Aarau im Jahr 1932.
Wedekind war mehrfacher Sieger von Deutschen Meisterschaften in Essen und Berlin sowie von Turnfesten in Köln (1928) und Stuttgart (1933).